# レアル・マドリード・バロンセスト
レアル・マドリード・バロンセスト（スペイン語: Real Madrid Baloncesto, 英語: Real Madrid Basketball）は、スペインのバスケットボールチームである。1931年に設立された。

## 概要
ユニフォームカラーはサッカーのレアル・マドリードと同じ白。
主な獲得タイトルは、スペインリーグ優勝37回・ユーロリーグ優勝11回・ラテンカップ優勝1回・インターコンチネンタルカップ優勝5回である。（歴代最多）
アリーナはパラシオ・デ・デポルテス。
1998年に設立された下部チーム、レアル・マドリードBも運営しており、現在4部リーグに所属している。

## タイトル

### 国内タイトル
- リーガACB : 37回

1956–57, 1957–58, 1959–60, 1960–61, 1961–62, 1962–63, 1963–64, 1964–65, 1965–66, 1967–68, 1968–69, 1969–70, 1970–71, 1971–72, 1972–73, 1973–74, 1974–75, 1975–76, 1976–77, 1978–79, 1979–80, 1981–82, 1983–84, 1984–85, 1985–86, 1992–93, 1993–94, 1999–00, 2004–05, 2006–07, 2012–13, 2014-15, 2015-16, 2017-18, 2018-19, 2021-22, 2023-24
- コパ・デル・レイ : 28回

1951, 1952, 1954, 1956, 1957, 1960, 1961, 1962, 1965, 1966, 1967, 1970, 1971, 1972, 1973, 1974, 1975, 1977, 1985, 1986, 1989, 1993, 2012, 2014, 2015, 2016, 2017, 2020
- スペイン・スーパーカップ : 8回

1984, 2012, 2013, 2014, 2018, 2019, 2020,2021

### 国際タイトル
- インターコンチネンタルカップ : 5回

1976, 1977, 1978, 1981, 2015
- インターコンチネンタル・FIBAクリスマストーナメント : 26回

1967, 1968, 1969, 1970, 1972, 1973, 1974, 1975, 1976, 1977, 1978, 1980, 1981, 1985, 1986, 1987, 1990, 1991, 1992, 1995, 1996, 1997, 2000, 2003, 2004, 2006
- ユーロリーグ : 11回

1963-64, 1964-65, 1966-67, 1967-68, 1973-74, 1977-78, 1979-80, 1994-95, 2014-15, 2017-18, 2022-23
- ラテンカップ : 1回

1952–53
- ヨーロッパ・スーパーカップ : 3回

1984-1985, 1988-1989, 1989-1990
- ユーロカップ : 1回

2006–07
- サポルタ・カップ : 4回

1983–84, 1988–89, 1991–92, 1996–97
- コラック・カップ : 1回

1987-88

## 所属選手
- 6  SF アルベルト・アバルデ（英語版）
- 7  PG ファクンド・カンパッソ
- 8  G ハビエル・ラサン＝メイエス（英語版）
- 9  SF ユーゴ・ゴンザレス（英語版）
- 11  SF/PF マリオ・ヘゾニャ
- 13  SF ジャナン・ムサ
- 14  SF/PF ガブリエル・デック
- 16  PF/C ウスマン・ガルバ
- 18  PF/C サージ・イバカ

- 22  C ウォルター・タバレス
- 23  G セルヒオ・リュル
- 24  PG アンドレス・フェリス（英語版）
- 30  PF/C エリー・エンディアイエ（英語版）

監督
- チュス・マテオ（英語版）

## 歴代所属選手
- ウォルター・ザービアック
- アレックス・ムンブル
- フェリペ・レジェス
- ラウル・ロペス
- アントニオス・フォツィス
- ミカエル・ジェラバル
- イゴール・ラコセビッチ
- デヤン・ボディロガ
- カール・ヘレラ
- ホセ・オルティス
- ニコラ・ミロティッチ
- ルカ・ドンチッチ
- アンソニー・ランドルフ
- グスタボ・アヨン
- アダム・ハンガ
- ウォルター・タバレス
- ファクンド・カンパッソ
- ガブリエル・デック